# Pan dulce portugués

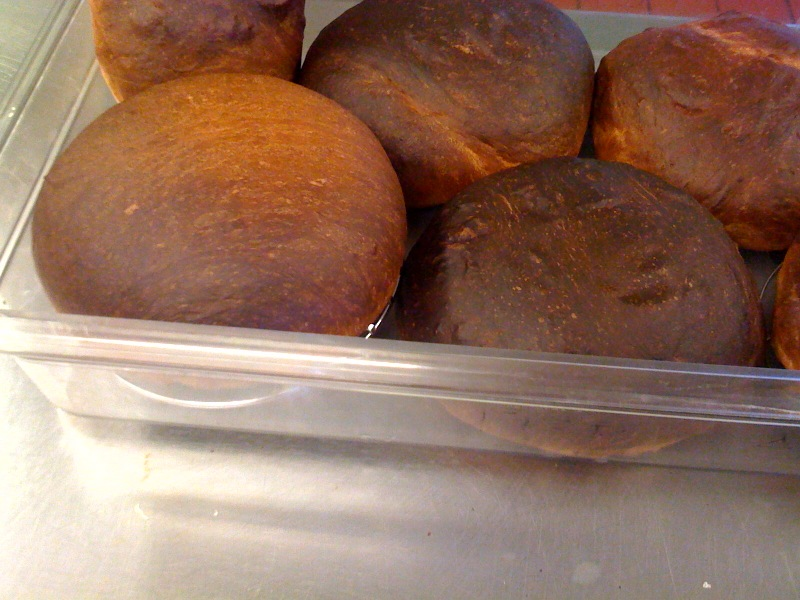
Pan dulce portugués.

El pan dulce portugués (en portugués massa sovada, simplemente massa o pão doce; la versión de Pascua con huevo es más conocida como folar) es un pan hecho con leche, azúcar y miel para obtener unas piezas de textura ligera y un poco dulces. Se elaboraba tradicionalmente por Navidad y Pascua (a menudo con huevos duros dentro en este último caso) con forma de piezas redondas, pero actualmente se prepara y encuentra todo el año. Suele servirse simplemente con mantequilla y a veces se consume en las comidas (en particular en el desayuno), pero más frecuentemente como postre.
También se encuentra en Hawái y Nueva Inglaterra, gracias a la gran cantidad de inmigrantes portugueses presentes en esas regiones.